# Balkanologie
Die Balkanologie (auch Südosteuropastudien) ist eine Teilwissenschaft der Europäischen Ethnologie (Volkskunde) und der Sprachwissenschaft, „deren Ziel es ist, die Kulturen auf der Balkanhalbinsel in ihren sprachlichen und außersprachlichen Manifestationen ethnien- und sprachfamilienübergreifend, vergleichend und interdisziplinär-integrativ zu untersuchen“. Sie zählt zu den Regionalwissenschaften.
Beim Vergleich der Sprachen auf dem Balkan fallen strukturelle Ähnlichkeiten der genealogisch unterschiedlichen Familien (Slawisch, Romanisch, Griechisch, Albanisch, Romani) angehörenden Sprachen auf. Beispielsweise wird der Infinitiv im Bulgarischen, Rumänischen und Griechischen durch eine Art Nebensatzkonstruktion wiedergegeben, dt. etwa ‚Ich-will, dass ich-gehe‘ für ‚Ich will gehen‘. Die Erforschung solcher gegenseitiger Sprachbeeinflussung (Substrat-, Superstrat- bzw. Adstrat-Wirkung) am Beispiel der Balkansprachen ist auch von großer Bedeutung für die allgemeine Linguistik.

## Geschichte
Die slowenischen Slawisten Jernej Kopitar und Fran Miklošič entdeckten im frühen 19. Jahrhundert Gemeinsamkeiten zwischen den Sprachen der Region, die auf einen Sprachbund hindeuteten. Der Bulgare Iwan Schischmanow untersuchte später die Verflechtungen in der balkanischen Folklore.
Im Jahr 1913 gründete Nicolae Iorga in Bukarest das erste „Institut für Südosteuropastudien“, um Rumäniens Rolle auf dem Balkan zu stärken, und etablierte sich damit als Pionier der sich formierenden Balkanforschung. Durch die Verschmelzung der Disziplinen Linguistik und Volkskunde entstand schließlich nach dem Ersten Weltkrieg die Balkanologie.
Im Sinne einer Emanzipation des Balkans von den umgebenden Großmächten wurde auf den vier Balkankonferenzen die grundsätzliche Institutionalisierung der Balkanologie erörtert. Im Jahr 1934 entstanden dadurch in Belgrad und 1938 in Bukarest neue Forschungsinstitute sowie Fachzeitschriften wie die „Revue Internationale des Études Balkaniques“. Diese Bestrebungen wurden durch den Ausbruch des Zweiten Weltkriegs vorläufig gestoppt.
Ab den 1960er Jahren wurde die Balkanforschung unter dem Dach der UNESCO weitergeführt und durch die International Association of South-East European Studies (AIESEE) repräsentiert. Dadurch entstanden sukzessive Institute und Lehrstühle für Balkanologie in Rumänien, Bulgarien, Jugoslawien und Griechenland.

## Universitäres Bildungsangebot
An der Friedrich-Schiller-Universität Jena gibt es seit 1997 das Lehrfach Südosteuropastudien mit einem Lehrstuhl für Südslawistik und Balkanologie. Derzeit (Stand Juli 2019) werden die interdisziplinären Bachelor- und Masterstudiengänge Südosteuropastudien angeboten, die vom Lehrstuhl für Osteuropäische Geschichte, Lehrstuhl für Rumänistik und vom Lehrstuhl für Südslawistik gemeinsam koordiniert werden. Es ist möglich, die Sprachen Bosnisch/Kroatisch/Serbisch/Montenegrinisch, Bulgarisch, Rumänisch, Albanisch, Griechisch, Türkisch und Ungarisch zu belegen. Kooperationen mit anderen Seminaren und Instituten finden immer wieder statt, so zum Beispiel das Projekt „Wir wohnen Wort an Wort - Banat, Siebenbürgen, Bukowina: Ein Ethnograffiti Südosteuropas“, eine Zusammenarbeit der Rumänistik mit dem Seminar für Volkskunde/Kulturgeschichte. In ähnlicher Form wurde dieses Studienfach 2003 auch an der Martin-Luther-Universität Halle-Wittenberg im Rahmen eines Europastudien-Bachelor-Programmes eingeführt.

## Liste bekannter Balkanologen
- Konstantin Jireček (1854–1918), tschechischer Politiker, Diplomat, Historiker, Slawist, Begründer der böhmischen Balkanologie und Byzantinistik
- Leopold Kretzenbacher (1912–2007), österreichischer Volkskundler und Kulturhistoriker
- Norbert Reiter (1928–2009), Professor für Balkanologie und Slawistik an der Freien Universität Berlin
- Gabriella Schubert (* 1943), Professorin für Südslawistik und Südosteuropastudien an der Friedrich-Schiller-Universität Jena
- Angela Richter (* 1952), Professorin für Südslawistik und Südosteuropastudien an der Martin-Luther-Universität Halle-Wittenberg
- Gustav Weigand (1860–1930), deutscher Balkanologe
- Wilfried Fiedler (1933–2019), Verfasser des maßgeblichen Deutsch-Albanischen Wörterbuchs